# Eacles canaima
Eacles canaima är en fjärilsart som beskrevs av Guido Benno Feige 1971. Eacles canaima ingår i släktet Eacles och familjen påfågelsspinnare. Inga underarter finns listade i Catalogue of Life.